# Ивашково (Шуйский район)
Ивашково — деревня в Шуйском районе Ивановской области. Входит в состав Остаповского сельского поселения.

## География
Деревня находится в южной части Ивановской области, на расстоянии примерно 6 км (по прямой) к юго-востоку от города Шуя, административного центра района.

### Часовой пояс
Деревня Ивашково, как и вся Ивановская область, находится в часовой зоне МСК (московское время). Смещение применяемого времени относительно UTC составляет +3:00.

## История
Впервые отмечена на карте 1840 года как деревня Ивашкова. В 1859 году находилась в составе Шуйского уезда Владимирской губернии, в деревне насчитывалось 9 дворов и проживало 57 человек.

## Население
| 1859 | 1905 | 2010 |
| ---- | ---- | ---- |
| 57   | ↗86  | ↘0   |

### Национальный состав
Согласно результатам переписи 2002 года, в деревне проживал один житель русской национальности.